# Liste du patrimoine culturel immatériel de l'humanité au Botswana
Cet article recense les pratiques inscrites au patrimoine culturel immatériel au Botswana.

## Statistiques
Le Botswana ratifie la convention pour la sauvegarde du patrimoine culturel immatériel le 1er avril 2010. La première pratique protégée est inscrite en 2012.
En 2024, le Botswana compte 4 éléments inscrits au patrimoine culturel immatériel, sur la liste du patrimoine immatériel nécessitant une sauvegarde urgente.

## Listes

### Liste représentative
Aucun élément n'est inscrit sur la liste représentative du patrimoine culturel immatériel de l'humanité.

### Patrimoine immatériel nécessitant une sauvegarde urgente
Les éléments suivants sont inscrits sur la liste du patrimoine immatériel nécessitant une sauvegarde urgente :
| Élément                                                                                  | Type                                              | Subdivision       | Année | Lien  | Notes | Illus. |
| ---------------------------------------------------------------------------------------- | ------------------------------------------------- | ----------------- | ----- | ----- | ----- | ------ |
| Le savoir-faire de la poterie en terre cuite dans le district de Kgatleng au Botswana    | savoir-faire liés à l'artisanat traditionnel      | Kgatleng          | 2012  | 00753 |       |        |
| Le dikopelo, musique traditionnelle des Bakgatla ba Kgafela dans le district de Kgatleng | pratiques sociales, rituels et événements festifs | Kgatleng          | 2017  | 01290 |       |        |
| Le seperu, danse populaire et pratiques associées                                        | pratiques sociales, rituels et événements festifs | Chobe             | 2019  | 01502 |       |        |
| Le rituel wosana et les pratiques associées                                              | pratiques sociales, rituels et événements festifs | Central, Nord-Est | 2024  | 02117 |       |        |

### Registre des meilleures pratiques de sauvegarde
Le Botswana ne compte aucune pratique listée au registre des meilleures pratiques de sauvegarde.

### Liste indicative
Un élément est en instance de classement sur la liste représentative du patrimoine culturel immatériel de l'humanité.
| Élément                                                                                      | Type                                              | Subdivision | Notes                            | Illus. |
| -------------------------------------------------------------------------------------------- | ------------------------------------------------- | ----------- | -------------------------------- | ------ |
| Le rituel du Moropa wa Bojale ba Bakgatla ba Kgafela et les pratiques qui lui sont associées | pratiques sociales, rituels et événements festifs |             | Nécessite une sauvegarde urgente |        |